# Rudaki-Mausoleum
Koordinaten: 39° 20′ 47,6″ N, 68° 3′ 35,6″ O

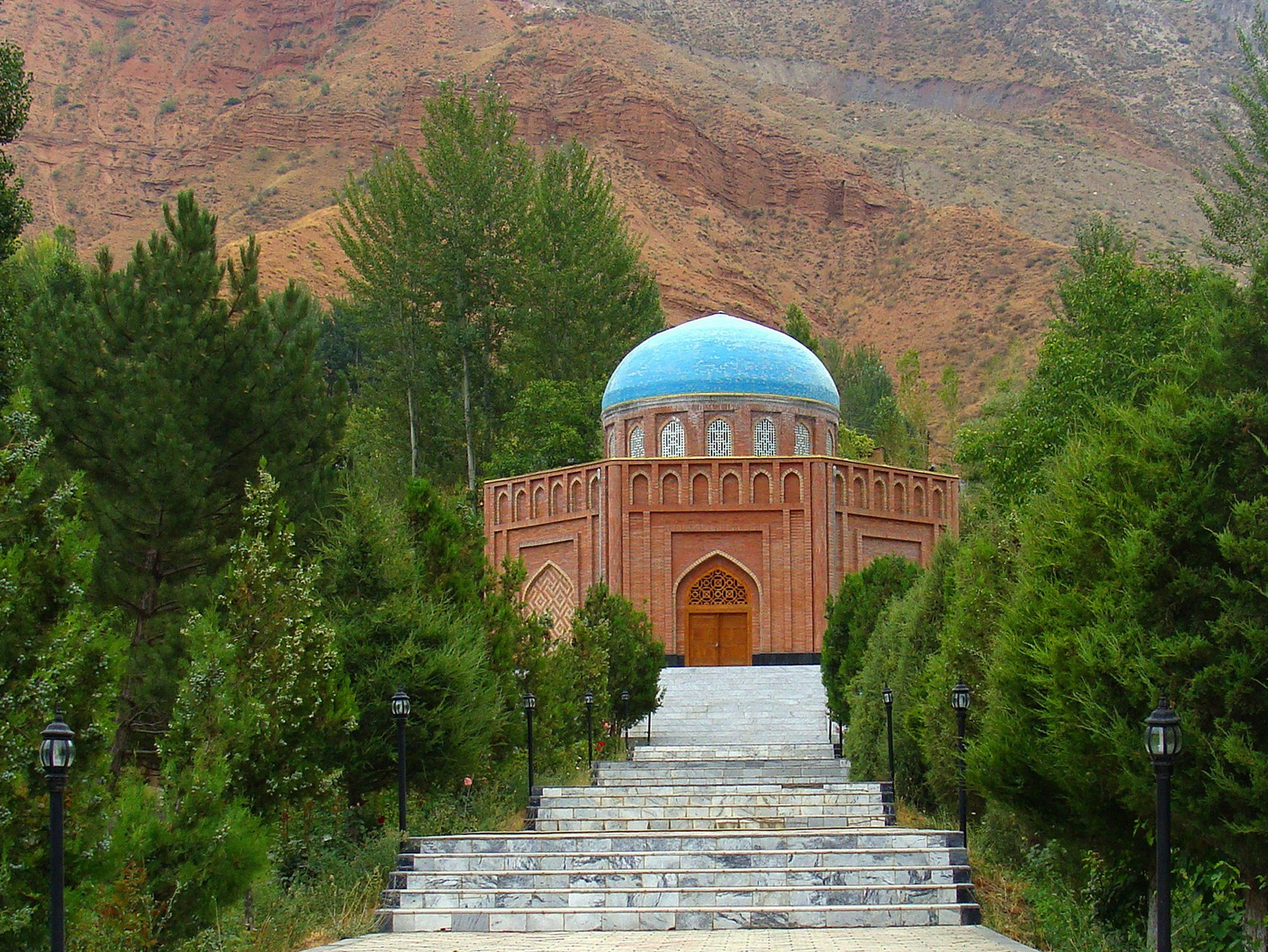
Das Rudaki-Mausoleum in Pandschrud

Das Rudaki-Mausoleum im tadschikischen Ort Pandschrud wurde 1958 zu Ehren des persischen Dichters Rudaki (10. Jh.) erbaut, nachdem der Ort als letzte Ruhestätte des Dichters identifiziert wurde.

## Lage
Das Mausoleum liegt in einer dünn besiedelten Region in der tadschikischen Provinz Sughd, die von den Bergen des Fan-Gebirges geprägt wird. Die nächste Stadt ist Pandschakent in nordwestlicher Richtung nahe der Grenze zu Usbekistan. Der Bau des Gebäudes erfolgte im Anschluss an die Entdeckung eines Grabes an der Stelle des heutigen Mausoleums im Jahr 1956. Die darin erhaltenen sterblichen Überreste wurden durch den sowjetischen Anthropologen Michail Michailowitsch Gerassimow als die Gebeine Rudakis (* 858/59; † 940/41) identifiziert, sodass der Ort als Grabstätte einer der berühmtesten Figuren der Geschichte Tadschikistans zu einem der bedeutendsten Wallfahrtsorte (tadschikisch Mazar) der Region wurde.

## Gebäude
Das Mausoleum steht leicht erhöht auf einem Hügel und verfügt über einen achteckigen Grundriss. Die Mauern des Mausoleums bestehen aus roten Mauerziegeln, wobei die Fassade von der für die Region typischen Iwan-Bauweise geprägt wird. Die Dachkonstruktion bildet eine Kuppel, die mit blauen Fliesen bedeckt ist. Das Mausoleum kann durch eine doppelflügelige Holztür an der Frontseite des Gebäudes betreten werden. Im Inneren des Mausoleums ist weißer Marmor das vorherrschende Material, das den Boden bildet und in der Deckplatte des Sargs verarbeitet ist. Dieser ist in der Mitte des Raumes platziert und besteht aus einem hölzernen Korpus sowie der marmornen Deckplatte. Das Mausoleum wurde am 17. Oktober 1958 offiziell eröffnet und zuletzt im Jahr 2008 anlässlich des 1150. Geburtstags des berühmten Dichters komplett restauriert.
Am Fuße des Hügels, auf dem das Mausoleum errichtet wurde, gibt es ein kleines Museum, das dem Leben Rudakis und der Geschichte der Region gewidmet ist, sowie eine Bibliothek, in der verschiedene Texte Rudakis in zahlreichen Sprachen präsentiert werden.